# 中国人民解放军空军土门机场
中国人民解放军空军土门机场，位于湖北省宜昌市，隶属中国人民解放军中部战区空军某部。

## 简介
1937年至1938年间，国民政府军队在铁路坝（今夷陵广场）修建军用机场用于飞行训练。1940年，日军攻占宜昌，铁路坝机场沦为废墟。1941年，日军强征民夫万名，先后在宜昌县土门垭以及当阳县修建机场，用于轰炸中国大后方。1945年8月日本投降，机场关闭。
中华人民共和国成立后，中央军委决定在宜昌土门修建机场，1953年开工，1954年通航。随后又在当阳县修建军用机场。后在宜昌土门机场成立了中国人民解放军空军宜昌场站。杨树葆曾任空军宜昌场站站长（正团职）。
后来，该机场成为军民两用机场，民航称“宜昌土门娅机场”。1995年12月31日，宜昌土门娅机场正式停飞。此后土门机场仅供军用。2013年11月8日，《宜昌市综合交通体系规划（2011-2030年）》通过专家评审后，进入30天公示期，该规划提出宜昌市将提升现有的宜昌三峡机场功能，对当阳军用机场在现状基础上调整完善供军民两用，并且外迁土门军用机场，同时在三峡坝区及黄柏河旅游区规划新建2处直升机场。
2010年时，空军土门机场由武汉空军宜昌土门机场管理办公室管理。2016年时，空军土门机场由空军土门机场保障队管理。